# Anne Hilarion de Costentin de Tourville

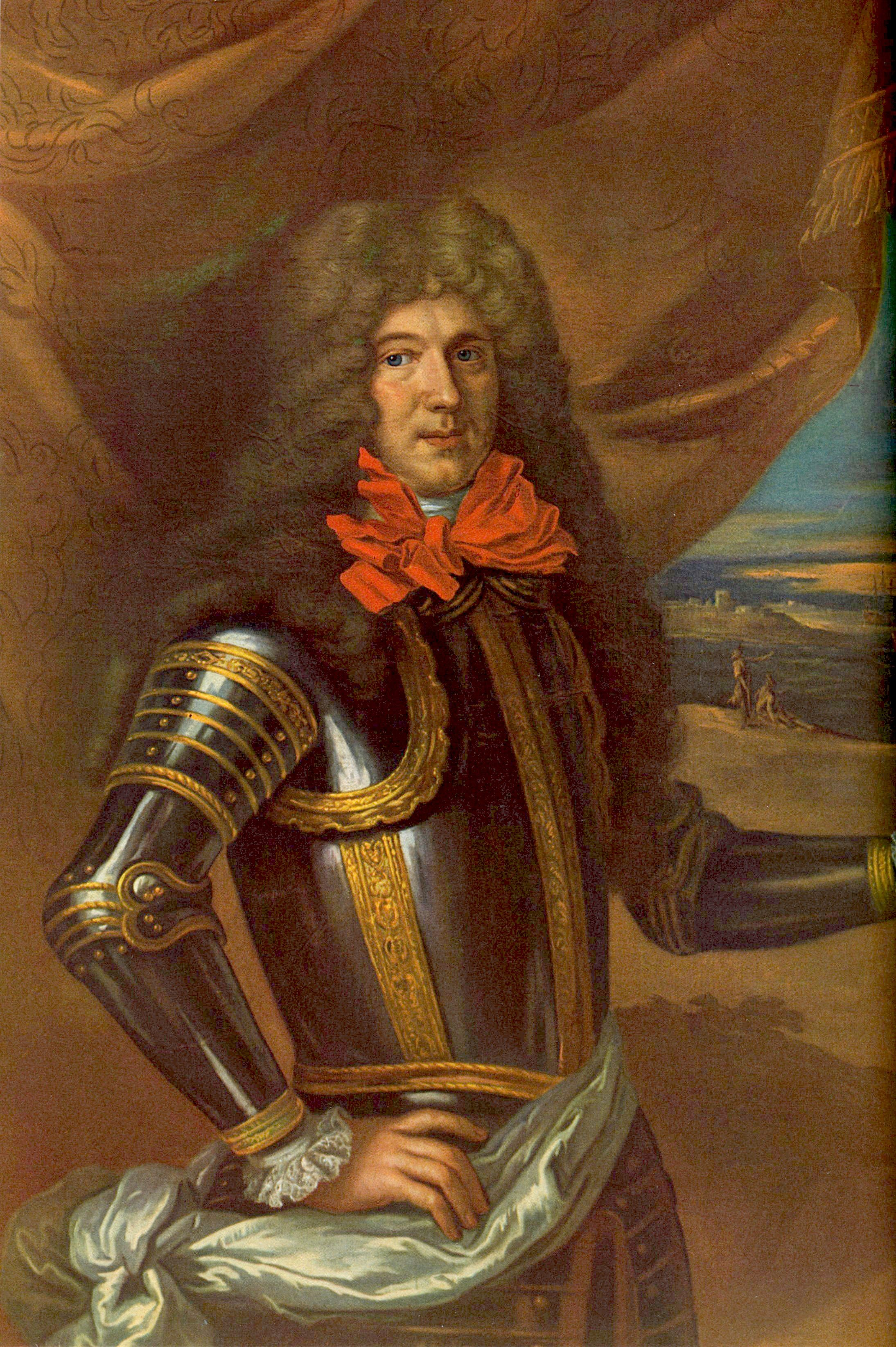
Anne Hilarion de Costentin de Tourville.

Anne Hilarion de Costentin, greve de Tourville, född den 24 november 1642 i Paris, död där den 23 maj 1701, var en fransk sjöhjälte.
Tourville ingick tidigt i malteserorden och gjorde sina lärospån till sjöss under täta sammandrabbningar med Barbareskkustens rövarflottor. Efter tio år gick han i fransk tjänst och visade under Frankrikes krig mot Holland och Spanien 1672–1678 prov på tapperhet dels under Abraham Duquesne, dels som självständig befälhavare. År 1677 vid Palermo tillintetgjorde en spansk-holländsk flottilj. Men ännu mer lysande var hans sjötåg under 1688–1697 års krig mot världens främsta sjömakter på den tiden: England och Holland. Vid Beachy Head vann dåvarande viceamiralen Tourville den 10 juli 1690 en fullständig seger och gjorde några veckor senare en landstigning vid Tynemouth, där han brände tolv av fiendens skepp. Hans nederlag vid La Hougue den 29 maj 1692 var ärofullt, och Tourville fick 1693 marskalksstaven. I maj samma år skingrade han vid Kap Sankt Vincent en stor konvoj, betäckt av en holländsk-engelsk flottilj, samt tog en mängd både handels- och krigsfartyg. År 1694 gjorde han sitt sista sjötåg. De under Tourvilles namn i 3 band (2:a upplagan 1758) utgivna memoarerna är understuckna.